# Ligneyrac
Ligneyrac (okzitanisch Linhairac) ist eine französische Gemeinde mit 293 Einwohnern (Stand 1. Januar 2022) im Département Corrèze am westlichen Rand des Zentralmassivs. Die Einwohner nennen sich Ligneyracois(es).

## Geografie
Tulle, die Präfektur des Départements, liegt ungefähr 40 Kilometer nordöstlich, Brive-la-Gaillarde etwa 20 Kilometer nordwestlich und Beaulieu-sur-Dordogne rund 27 Kilometer südöstlich.
Die Tourmente, ein rechter Nebenfluss der Dordogne, durchfließt den südlichen Teil des Gemeindegebietes.

### Nachbargemeinden
Nachbargemeinden von Ligneyrac sind Noailhac im Norden, Collonges-la-Rouge im Nordosten, Saillac im Osten, Sarrazac im Süden und Turenne im Westen.

### Verkehr
Die Anschlussstelle 53 zur Autoroute A20 liegt etwa 15 Kilometer westlich.

## Wappen
Beschreibung: In Silber drei rote Pfähle und eine rechte obere goldene Vierung mit sechs roten Schrägfäden.

## Bevölkerungsentwicklung
| Jahr      | 1962 | 1968 | 1975 | 1982 | 1990 | 1999 | 2007 | 2017 |
| Einwohner | 339  | 356  | 267  | 298  | 284  | 279  | 296  | 299  |

## Sehenswürdigkeiten
- Kirche Saint-Cyr et Sainte-Julitte, ein Sakralbau aus dem 12., 13. und 15. Jahrhundert, Monument historique seit dem 26. November 1928[1]
- Château du Peuch, ein Schloss aus dem 15. und 16. Jahrhundert, Monument historique seit dem 10. März 1998[2]
- Château de la Rue, ein Schloss aus dem 16. und 17. Jahrhundert, Monument historique seit dem 30. März 1965[3]

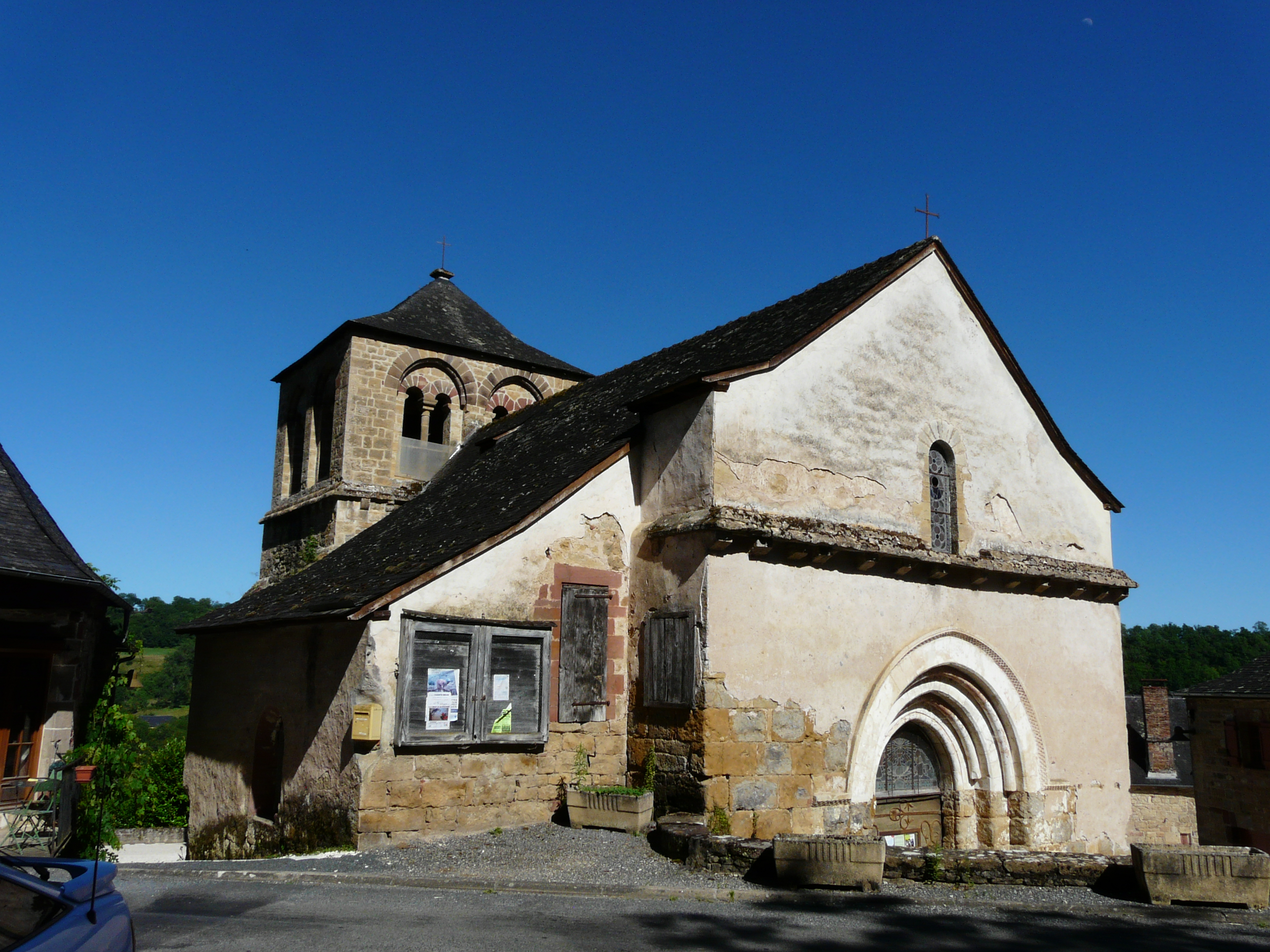
Kirche Saint-Cyr et Sainte-Julitte
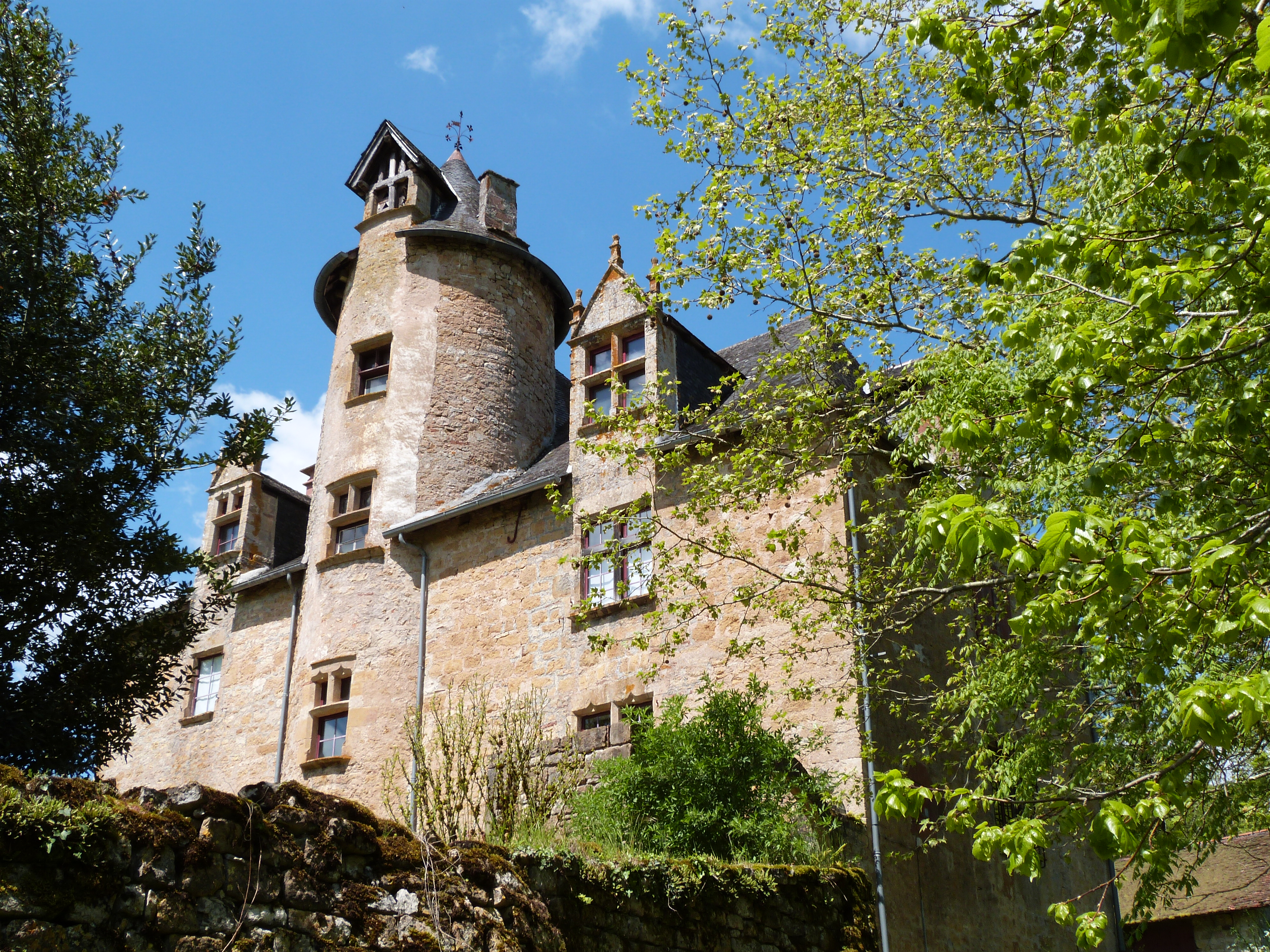
Château du Peuch<
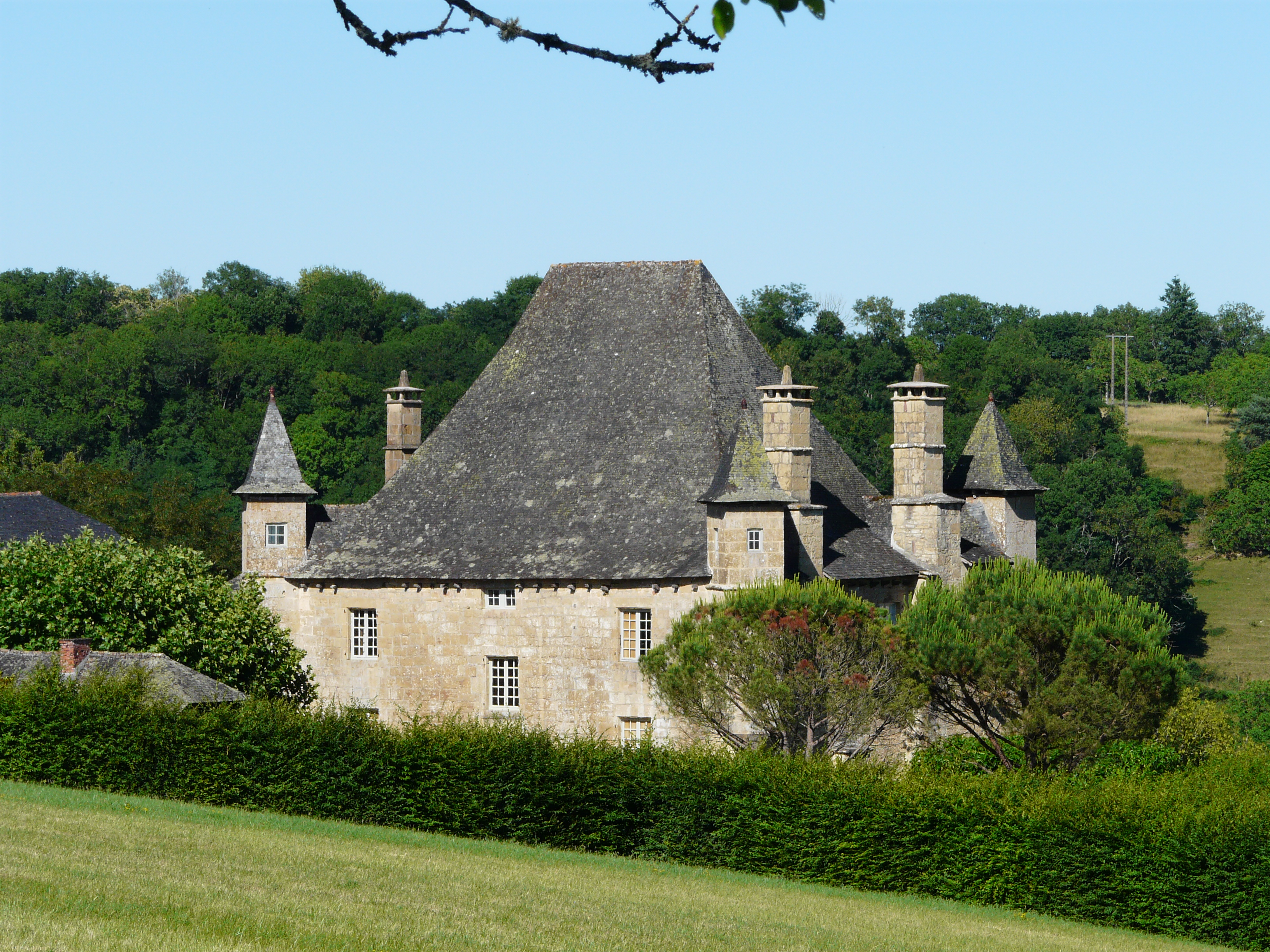
Château de la Rue